# Dalara
Dalara (лат.) — род крупных песочных ос (Crabronidae) из подсемейства Larrinae. Юго-Восточная Азия: Индонезия, Филиппины. Известно 2 вида, описанных около 100 лет назад и ещё один новый, обнаруженный в 2011 году и сначала отнесённый к этому роду (Dalara garuda огромного размера: более 3 см), а затем выделенный в отдельный род Megalara. Первоначально род был описан под названием Darala Ritsema, 1884, но оно оказалось преоккупировано именем ранее открытой бабочки Darala Walker, 1855 (Lepidoptera) и было изменено на нынешнее Dalara. В 1950 году с этим родом был синонимизирован (Van der Vecht, 1950) монотипный род ос Hyoliris F. Williams, 1919.
Вместе с родами Dicranorhina Shuckard, 1840, Larra Fabricius, 1793, Liris Fabricius, 1804 и Paraliris Kohl, 1884 образует подтрибу Larrina Latreille, 1810 в составе трибы Larrini Latreille, 1810.
- Dalara mandibularis (F. Williams, 1919) — Филиппины[3]
  - =Hyoliris mandibularis F. Williams, 1919
- Dalara schlegelii (Ritsema, 1884) — Индонезия (Ява, Суматра)[3]
  - =Darala schlegelii Ritsema, 1884